# Tschenistskali
De Tschenistskali (Georgisch: ცხენისწყალი) is een 176 kilometer lange zijrivier van de Rioni in Georgië, met een stroomgebied van 2120 km². De Tschenistskali ontspringt in de gemeente Lentechi (Kvemo Svaneti) op de zuidelijke hellingen van de Grote Kaukasus aan de grens met Rusland, nabij de 3779 meter hoge Pasismta.
De rivier stroomt vanaf haar bron in westelijke richting door de gemeente Lentechi, omgeven door het Svanetigebergte in het noorden en het Letsjchoemigebergte in het zuiden. Vanaf het gemeentelijk centrum Lentechi stroomt de rivier in zuidelijke richting via Tsageri door diepe kloven tussen het Egrisigebergte en Letsjchoemigebergte door het berggebied uit het Kolchetilaagland in naar de Rioni bij Samtredia, waar de rivier in uitmondt.
In het Kolchetilaagland is de rivier de grens tussen Imereti en Samegrelo, waar respectievelijk de gemeenten Choni, Samtredia enerzijds en Martvili en Abasja anderzijds aan liggen.